# Taft Jordan
Pour les articles homonymes, voir Jordan.
Taft Jordan est un trompettiste américain de jazz. Grand admirateur de Louis Armstrong, il se fait remarquer par la parfaite maîtrise de son instrument et en particulier par sa participation dans l'orchestre de Duke Ellington.

## Carrière musicale
Jordan passe ses jeunes années à Norfolk puis poursuit ses études à Philadelphie. Il intègre l'orchestre de son école et quelques années plus tard débute professionnellement dans différents groupes de sa région. Jordan commence à se faire connaître au début des années 1930 en jouant au sein du groupe The Washboard Rhythm Kings. Il est repéré en 1933 au Radium Club par le batteur et chef d'orchestre Chick Webb qui l'engage dans son groupe. Jordan y interprète un jeu très proche de celui de Louis Armstrong, devenant le principal trompettiste soliste de l'orchestre (avec Bobby Stark). Il travaille avec Webb jusqu'à sa mort en 1939 et poursuit au sein du groupe jusqu'à sa dissolution en 1941 alors que la chanteuse Ella Fitzgerald en avait pris la direction,.
Jordan dirige ensuite quelque temps un groupe de huit musiciens au célèbre club Savoy Ballroom à Harlem (New York) jusqu'en 1943 puis il intègre cette année-là l'orchestre du pianiste Duke Ellington; une collaboration qui se prolonge jusqu'en 1947 et qui lui permet de se faire connaître davantage.
Au cours des années 1950, Jordan participe à quelques enregistrements studio. De 1949 à 1953, il joue avec la contrebassiste Lucille Dixon au Savannah Club situé au Greenwich Village à New York, et effectue une tournée avec le jazzman Don Redman. Il dirige un big band avec son ami et trompettiste Dick Vance puis intègre l'orchestre du clarinettiste Benny Goodman en 1958 et 1959 avec lequel il effectue une tournée en Europe. À la fin des années 1950, il participe aussi en tant que sideman à l'album Sketches of Spain du trompettiste Miles Davis. Dans les années 1960 en plus des enregistrements, participations en freelance et des quartets ou quintets qu'il dirige, il participe notamment au spectacle Hello Dolly! mené à Broadway. Au cours de ses dernières années il joue avec le New York Jazz Repertory Company et rend hommage à Ella Fitzgerald en 1973 au Newport Jazz Festival.

## Style
Très influencé par des musiciens comme le trompettiste Henry Allen ou le cornettiste Rex Stewart, en particulier durant sa période ellingtonienne, Jordan est aussi un fervent admirateur du jeu de Louis Armstrong. Le musicien Daniel Huck écrit dans le Dictionnaire du Jazz que « son inconditionnelle admiration d'Armstrong va jusqu'à la copie pure et simple comme dans That Rhythm Man ». Le critique et auteur de jazz Scott Yanow le mentionne également sur AllMusic en précisant l'anecdote que « son enregistrement du morceau On the Sunny Side of the Street était si proche de l'interprétation live d'Armstrong que lorsque Armstrong a eu la possibilité de le décrire l'année suivante, certains auditeurs ont pensé qu'il avait copié Jordan ». Huck indique aussi qu'il est « l'un des trompettistes les plus complets de sa génération » en particulier au niveau de « la diversité de ses attaques et ses fameux glissandos ».

## Discographie
En leader
| Enregistrement | Nom de l'album           | Label            |
| -------------- | ------------------------ | ---------------- |
| 1960           | The Moods of Taft Jordan | Mercury Records  |
| 1961           | Mood Indigo              | Prestige Records |